# Refóios do Lima
Refóios do Lima es una freguesia portuguesa del concelho de Ponte de Lima, con 16,40 km² de superficie y 2.282 habitantes (2001). Su densidad de población es de 139,1 hab/km².

## Galería

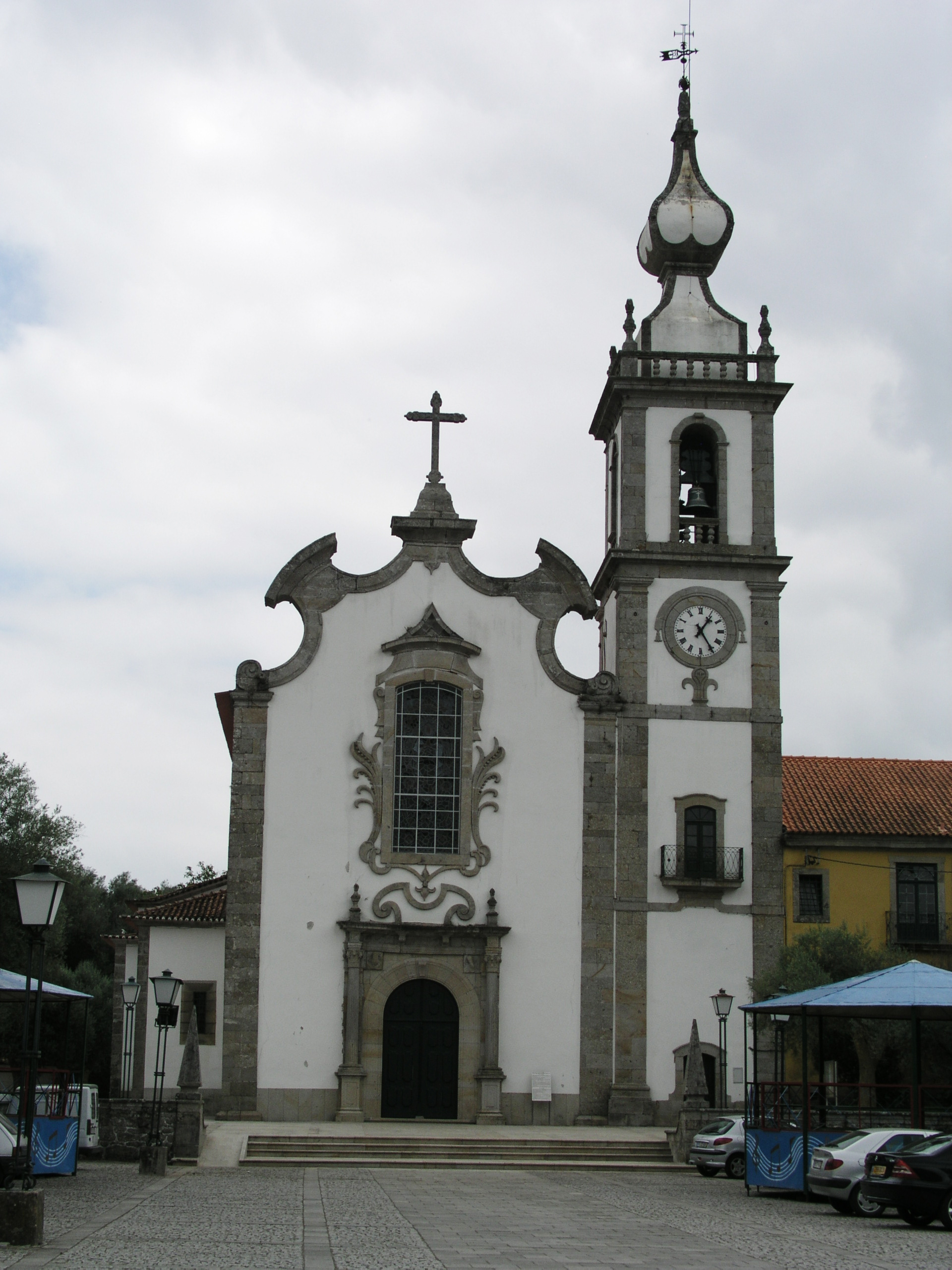
Iglesia de Refóios do Lima